# 巴伯維爾 (佛羅里達州)
巴伯維爾（英語：Barberville）是位於美國佛羅里達州福祿喜雅縣的一個非建制地區。該地的面積和人口皆未知。

## 地理
巴伯維爾的座標為29°07′18″N 80°58′35″W / 29.12167°N 80.97639°W，而該地的平均海拔高度為14米（即46英尺）。